# Підрайони (КНР)
Підрайон (кит.: 街道 / 街) — один із менших адміністративних підрозділів Китаю. Це форма поділу на рівні селища, яка зазвичай є частиною більшої міської території, на відміну від окремого міста (zhèn, 镇), оточеного сільською місцевістю, або сільського селища (xiāng, 乡).
Загалом міські райони поділяються на підрайони, а підрайон поділений на кілька житлових громад або кварталів, а також на групи жителів села (居民区/居住区, 小区/社区, 村民小组).
Адміністративним органом підрайону є підрайонний офіс (Chinese) або просто вуличний офіс (街道办, jiēdào bàn). Через вплив буквального значення китайського слова «підрайон» (вулиця [街道, jiedao]), цей термін схильний до альтернативних перекладів, наприклад «вулична спільнота».